# 뤼자룽
뤼자룽(중국어 간체자: 吕佳容, 정체자: 呂佳容, 병음: Lǚ Jiāróng, 한자음: 여가용, 1984년 7월 5일~)은 중화인민공화국의 배우이다. 2009년 드라마 《검첩》으로 데뷔하였다.